# Războiul Civil din Sudan (2023–prezent)
Un război civil s-a început pe 15 aprilie 2023 între două facțiuni rivale ale guvernului militar din Sudan. Conflictul implică Forțele Armate Sudaneze (SAF), conduse de generalul Abdel Fattah al-Burhan, și Forțele de Sprijin Rapid paramilitare (RSF), comandate de Mohamed Hamdan Dagalo (cunoscut cu numele de Hemedti ), care conduce și coaliția mai largă Janjaweed. Mai multe grupări armate mai mici s-au implicat și ele. Luptele s-au concentrat în capitala Khartoum, unde conflictul a început cu bătălii de amploare, și în regiunea Darfur. Mulți civili din Darfur au fost raportați ca fiind omorâți în cadrul masacrelor Masalit, care au fost descrise drept epurare etnică sau genocid. S-a spus că Sudanul se confruntă cu cea mai gravă criză umanitară din lume; aproape 25 de milioane de oameni trăiesc în foamete extremă. Pe 7 ianuarie 2025, Statele Unite au declarat că RSF și milițiile aliate au comis genocid.
De la obținerea independenței în 1956, Sudanul a suferit o instabilitate cronică, marcată de 20 de tentative de lovitură de stat, o guvernare militară prelungită, două războaie civile devastatoare și genocidul din Darfur. Războiul a izbucnit pe fondul tensiunilor legate de integrarea RSF în armată în urma loviturii de stat din 2021, și a început cu atacurile RSF asupra sediilor guvernamentale din Khartoum și din alte orașe. Regiunea capitalei a fost curând împărțită între cele două facțiuni, iar al-Burhan și-a mutat guvernul la Port Sudan. Eforturile internaționale, inclusiv Declarația de la Djeddah din mai 2023, nu au reușit să oprească luptele, în timp ce diverse grupuri rebele au intrat în război: SPLM-Nord (facțiunea al-Hilu) a atacat SAF în sud; mișcarea Tamazuj s-a alăturat RSF; iar SAF a obținut sprijin din partea facțiunilor Mișcării de Eliberare a Sudanului și a Mișcării pentru Justiție și Egalitate. La sfârșitul anului 2023, RSF controla cea mai mare parte a Darfurului și avansa în Khartoum, Kordofan și Gezira. Forțele armate sudaneze și-au recăpătat avântul la începutul anului 2024, înregistrând progrese în Omdurman și, în cele din urmă, către martie 2025, au recucerit capitala Khartoum, inclusiv Palatul Prezidențial și aeroportul. În ciuda reluării negocierilor, nu s-a ajuns la un armistițiu durabil, iar războiul continuă cu consecințe umanitare grave și implicații regionale.
Numai foametea a ucis aproximativ 522.000 de copii, în timp ce numărul total de morți , inclusiv decesele cauzate de violență, înfometare și boli, este chiar mai mare; mii de oameni sunt dispăruți sau au fost uciși în masacre țintite, atribuite în principal RSF și milițiilor aliate. Cel puțin 61.000 de oameni au murit numai în statul Khartoum, dintre care 26.000 ca urmare a violenței. La data de 5 februarie 2025, peste 8,8 milioane de persoane erau strămutate în interiorul țării, iar încă peste 3,5 milioane fugiseră din țară ca refugiați. În august 2024, Comitetul de analiză a foametei (FRC) din cadrul Clasificării integrate a fazelor de securitate alimentară (IPC) a confirmat că este foamete în unele părți din Darfurul de Nord.
Implicarea străină în conflictul din Sudan a inclus transporturi de arme din China, Rusia și Turcia, cu sprijin din partea Emiratelor Arabe Unite și Ciad pentru RSF, și din partea Egiptului pentru SAF, pe fondul tensiunilor regionale. Războiul a declanșat o criză umanitară masivă, marcată de lipsă extremă de alimente, apă, medicamente și acces la ajutoare, închideri pe scară largă de spitale, focare de boli, strămutări în masă, jăfuirea ajutoarelor umanitare și colapsul aproape total al educației și infrastructurii, lăsând peste jumătate din populație cu nevoie urgentă de asistență. Au existat solicitări pentru mai mult ajutor, protecție juridică pentru lucrătorii umanitari, sprijin pentru refugiați și încetarea furnizării de arme către RSF, în special din partea Emiratelor Arabe Unite. Atât SAF, cât și RSF au desfășurat campanii sofisticate de dezinformare folosind rețelele sociale, filmări false și conținut generat de inteligență artificială ca să manipuleze percepția publică, să-și discrediteze oponenții și să influențeze opinia internațională. Ca reacție la conflict, Statele Unite, Regatul Unit, Canada și Uniunea Europeană au impus sancțiuni persoanelor, companiilor și entităților legate de SAF și RSF pentru încălcări de armistițiu, abuzuri ale drepturilor omului și activități destabilizatoare.

## Context
În 2019, Forțele de Sprijin Rapid au făcut echipă cu armata sudaneză pentru a-l răsturna pe președintele Omar Hassan al-Bashir, înlăturându-l de la putere și arestându-l. Ambele organizații au dat o altă lovitură de stat în octombrie 2021. Personalul militar a deschis focul asupra protestatarilor care erau împotriva loviturii de stat. Cel puțin 120 de oameni au murit.
Armata se află sub conducerea guvernului militar (Consiliul Suveran) condus de generalul Abdel Fattah al-Burhan, iar Forțele de Sprijin Rapid se află sub vicepreședintele, generalul Mohamed Hamdan Dagalo.
De atunci, relațiile dintre armata sudaneză și FSR s-au deteriorat, în ciuda negocierilor privind integrarea Forțelor de sprijin rapid în forțele armate ale țării, situația a împiedicat semnarea unui acord privind o tranziție de doi ani la alegeri libere conduse de oficiali civili.
Ca parte a planului calculat până în 2026, acestea din urmă trebuiau să se alăture forțelor armate, dar guvernul condus de generalul Abdel Fattah al-Burhan și vicepreședintele generalului Mohamed Hamdan Dagalo nu a putut cădea de acord asupra termenilor și ordinii tranziției forțelor. 
Luptele au început după ce Forțele de Sprijin Rapid nu a fost de acord cu o propunere de tranziție la guvernare civilă în țară, care ar presupune integrarea FSR în Armata Națională Sudaneză. Conducerea forțelor speciale a insistat ca procedura să fie amânată cu 10 ani, iar trupele obișnuite au cerut ca procesul să fie realizat în termen de doi ani.

## Începutul războiului

### 15 aprilie
În jurul orei 9:30, ora locală, au izbucnit lupte între forțele de intervenție în caz de urgență și unitățile armatei. Ciocnirile au început în capitala Khartoum și în alte câteva orașe. Sunetele focuri de armă se auzeau în zonele metropolitane Erkevit și orașul sportiv, precum și în apropierea aeroportului, în vecinătatea Statului Major al Armatei Sudaneze și în apropierea reședinței „liderului Consiliului Suveran” generalul Abdel. Fattah al-Burhan.
Forțele de sprijin rapid au revendicat controlul aeroportului din El Fasher, bazelor militare din Merowe și Jebel Awlia. Potrivit acestora, luptătorii unității Forțelor Armate ale Egiptului s-au predat la baza din Merov, unde erau amplasate împreună cu piloții egipteni ai MiG-29 M2.
Un avion Boeing 737-800 al companiei ucrainene SkyUp cu un echipaj ucrainean a fost avariat pe Aeroportul Internațional Khartoum. Un Airbus A330-300 al companiei aeriene saudite „Saudia” a fost de asemenea avariat, iar un avion al ONU a fost distrus. SkyUp a raportat că cei 36 de angajați care se află în Sudan se află într-un loc relativ sigur și sunt în contact cu ei.
Activitatea elicopterelor de atac Mi-24 a fost observată pe cer, iar vehiculele blindate, în special tancurile T-55, au fost introduse în capitală.
Aeroportul din Sudan a încetat să mai efectueze plecări și sosiri de avioane, există împușcături în diferite părți ale capitalei. 
În capitală, unde există bătălii pe străzi, avioanele Forțelor Armate din Sudan au fost utilizate activ. În special, a fost observată utilizarea MiG-29.
În seara zilei de 15 aprilie, forțele armate ale Sudanului au efectuat un atac aerian asupra bazei Forței de sprijin rapid (RSF) din apropierea capitalei - orașul Khartoum.

### 16 aprilie
Furnizorul de telecomunicații MTN a închis serviciile de internet în toată țara după ce a fost ordonat să facă acest lucru de către autoritatea de reglementare a telecomunicațiilor din Sudan.
Duminică dimineață devreme, martorii au auzit zgomote de artilerie bombardând Khartoum, orașele Omdurman și regiunea Bahri din jur.
S-au raportat împușcături și în orașul Port Sudan din Marea Roșie, unde nu fuseseră semnalate lupte anterior.
Forțele armate ale Sudanului au recucerit baza Merov.

### 20 aprilie
Statele Unite ale Americii trimit întăriri către baza americană din Djibouti pentru evacuarea personalului ambasadei Statelor Unite ale Americii din Khartumi.

### 21 aprilie
Secretarul Apărării, Lloyd Austin anunță o operațiune de evacuare a personalului ambasadei americane din Khartumi. După anunțul făcut de oficialul american, Regatul Unit, Spania, Elveția, Suedia, Japonia și Coreea de Sud au anunțat planuri similare. 
În aceeași zi, Forțele Rapide de Sprijin și Armata Sudaneză au anunțat semnarea unui armistițiu de trei zile pentru sărbătoarea musulmană, Eid ul-Fitr. Cu toate acestea, luptele au continuat în Khartumi și Omdurman cu o intensitate mai redusă față de zilele anterioare.
Rețeaua de televiziune internațională, CNN, a publicat un reportaj care implică grupul Wagner în conflict prin livrarea de sisteme de apărare antiaeriană către Forțele de Sprijin Rapid prin intermediul generalului libian, Khalifa Haftar și a bazelor militare ce aparțin grupării paramilitare Wagner.

### 23 aprilie
Mai mulți deținuți ai penitenciarului Kobar la nord de Khartumi au evadat din închisoare după ce închisoarea a fost atacată de bărbați înarmați neidentificați.
Internetul a căzut aproape în totalitate în Sudan ca urmare a deteriorării rețelei electrice.
Un convoi ce transporta mai mulți cetățeni francezi a fost atacat de avion de vânătoare al aviației sudaneze, iar un cetățean francez a fost rănit în urma atacului conform unui comunicat al Forțelor de Sprijin Rapid.
Premierul britanic, Rishi Sunak, a anunțat finalul operațiunii de evacuare a personalului ambasadei britanice din Sudan.

## Reacții

### Intern
- Fostul ministru de externe al Sudanului, Mariam al-Mahdi, a spus că ambelor părți „ar trebui să le fie rușine”: „Ați promis că veți returna puterea civililor, iar acum, când operațiunea politică civilă se apropie de sfârșit, izbucnește acest război fără sens. Acest lucru demonstrează modul în care aceste două [grupuri de] bărbați înarmați neglijează poporul sudanez”.
- O coaliție de grupuri politice civile, care a semnat anterior proiectul de acord privind crearea unui nou guvern civil, a cerut încetarea imediată a ostilităților. „Acesta este un punct de cotitură în istoria țării noastre. Acesta este un război în care nimeni nu câștigă și care ne va distruge țara pentru totdeauna”, se arată în comunicat.
- Pe 15 aprilie, Uniunea Medicilor din Sudan a raportat un număr mare de răniți - cel puțin 595 de persoane, inclusiv combatanți.[38]

### Internațional
- Ambasadorul Statelor Unite în Sudan, John Godfrey, a spus că se ascunde împreună cu echipa sa într-un adăpost: „Escaladarea tensiunilor din cadrul componentei militare la lupte directe este extrem de periculoasă. Solicit urgent conducerii militare superioare să înceteze ostilitățile”.
- Egiptul a cerut o încetare imediată a focului.
- Emiratele Arabe Unite au cerut o încetare imediată a focului.
- Ciad a închis granița cu Sudanul.
- Ministerul Afacerilor Externe al Ucrainei a recomandat cetățenilor Ucrainei să nu călătorească în această țară, precum și celor care se află acolo - să evite vizitarea zonelor din apropierea aeroporturilor, bazelor militare și cartierului guvernamental și să rămână în locurile lor de reședință.
- Șeful Ministerului de Externe britanic, James Cleverley, a cerut părților să înceteze ostilitățile, pentru că nu vor rezolva nimic.
- Ministerul Afacerilor Externe din România a ridicat nivelul de alertă la gradul 9 „Manifestați o atenție deosebită” recomandă evitarea oricărei deplasări în Sudan și sfătuiește cetățenii români din Sudan să contacteze ambasada din Addis Abeba pentru a fi evacuați.[39]

### Organizații
- Programul Alimentar Mondial al ONU a suspendat munca în Sudan după moartea a trei lucrători ai PAM. Acest lucru a fost anunțat într-un comunicat de presă special de directorul executiv al programului, Cindy McCain. McCain a spus că a fost „depășită de pierderea tragică a trei angajați ai PAM în Kabkabia, Darfur de Nord”, care „salvau vieți în primele linii ale crizei foamei globale”. În același incident, scrie ea, încă doi angajați WFP au fost răniți.[40]